# Robert Schmidt (skuespiller)
 For alternative betydninger, se Robert Schmidt. (Se også artikler, som begynder med Robert Schmidt)
Robert Henrik Schmidt (24. april 1882 i København – 17. november 1941 i Hareskov) var en dansk skuespiller.
Efter et kort ophold på Det Kongelige Teaters balletskole kom han i 1902 i elev på Dagmarteatret, hvor han debuterede samme år. Han blev her indtil 1905 hvorefter han var engageret på en række forskellige teatre, eller var på turnere i Danmark og Skandinavien. Fra 1914 til 1925 var han på Betty Nansen Teatret. Fra 1925-1927 som skuespiller og sceneinstruktør ved Det ny Teater.
Han filmdebuterede i 1912 og medvirkede derefter i over 50 stumfilm og 4 tonefilm. Ofte spillede han roller som gentelman-skurk. Et samtidigt udgave af filmmagasinet "Filmen" beskrev ham således:
"I Film er han altid Skurken, der hensynsløst og koldblodigt skriver falske Vexler en gros og forfører Husets Døttre. Han er modsætningen til Psilander eller Olaf Fønss' utrolige Bravhed og omfangsrige Hjærte. Han er det karakterfulde sorte mod det udflydende blonde. Hvis Robert Schmidt ikke existerede, vilde der ingen Modsætninger blive i Film. Hvem kan som han spille en Million bort, medens han ligegyldigt tænder sin Cigaret. Han bærer Monocle som faa og er en af de danske Skuespillere, der har mest Stil i sit Spil som i sin Klædedragt".
Han var søn af malermester Henry Tobias Schmidt. Han var lillebror til skuespiller Albrecht Schmidt. I 1928 blev han gift med Hedwig (Hee) Victoria Jensen (1899-1958). Robert Schmidt døde den 17. November 1941 og ligger begravet på Søndermark Kirkegård på Frederiksberg.

## Filmografi
| - Døden (ukendt instruktør, 1910) - Morfinisten (som Lord Mac Duncan; instruktør Louis von Kohl, 1911) - Den svarte doktorn (som Dr. Lorne, "Den sorte Doktor"; ukendt instruktør, SE, 1911) - Luftskipperen (ukendt instruktør, 1912) - Champagneruset (som privatdetektiv; instruktør Poul Welander, 1912; svensk produktion) - En Hofintrige (som Ritmester Marner, adjudant; instruktør August Blom, 1913) - Den store Operation (som Fyrstens sekretær; instruktør Robert Dinesen, 1913) - Det hemmelighedsfulde X (som sagfører; instruktør Benjamin Christensen, 1914) - Uden Fædreland (instruktør Holger-Madsen, 1914) - Helvedesmaskinen (som Doktor Lange; instruktør Robert Dinesen, 1914) - Guldkalven (som James, Mortimers søn; instruktør Hjalmar Davidsen, 1915) - Tempeldanserindens Elskov (som Pryah Tagonarath, Brahmin; instruktør Holger-Madsen, 1915) - Manden med Staalnerverne (som Grev Alex Oran; instruktør A.W. Sandberg, 1915) - Naar Hævngløden slukkes (som Kaptajn von Schmetten; instruktør Robert Dinesen, 1915) - Cigaretpigen (som Fernandez, Anestos søn; instruktør Holger-Madsen, 1915) - Hvem er Gentlemantyven? (som Baron von Stahl; instruktør Holger-Madsen, 1915) - I de unge Aar (som Mag. Franck, forlovet med Elly; instruktør Alfred Cohn, 1915) - Den Vanærede (som Max Hardenberg; instruktør Hjalmar Davidsen, 1915) - Barnets Magt (som Florand, bankier; instruktør Holger-Madsen, 1915) - Den sidste Nat (som Prins Ivan, fyrstens søn; instruktør Robert Dinesen, 1915) - Den frelsende Film (som Arthur Thorn, filmsskuespiller; instruktør Holger-Madsen, 1916) - En Skilsmisse (som Adolph Meyer, overlæge på Halléns klinik; instruktør Martinius Nielsen, 1916) - Manden med de ni Fingre III (som Mylon, ingeniør i "Vulkan"; instruktør A.W. Sandberg, 1916) | - Værelse Nr. 17 (som Tom Jackson, ekspeditionschef; instruktør Alexander Christian, 1916) - Danserindens kærlighedsdrøm (som Carson, opdager; instruktør Holger-Madsen, 1916) - I Livets Brænding (som Heinrich von Selche; instruktør Holger-Madsen, 1916) - En Æresoprejsning (som Gerh. Falk, premierløjtnant; instruktør Holger-Madsen, 1916) - Troen, der frelser (som Tom Parker, Sir Johns privatsekretær; instruktør Alexander Christian, 1917) - Klovnen (som Grev Henri; instruktør A.W. Sandberg, 1917) - Pengenes Magt (som Baron Holck; instruktør Hjalmar Davidsen, 1917) - Livets Gøglerspil (som Grev Herbert Rhena; instruktør Holger-Madsen, 1917) - Nattens Mysterium (som Baron d'Estignay; instruktør Holger-Madsen, 1917) - Kvinden med de smukke Øjne (som Louis, grevindens søn; instruktør Alexander Christian, 1917) - Tropernes Datter (som Lord Cecil, Cambridge; instruktør Hjalmar Davidsen, 1917) - Kampen om Kvinden (som Hans Brandt, ingeniør; instruktør Hjalmar Davidsen, 1917) - Krigens Fjende (som Grev Walther; instruktør Holger-Madsen, 1917) - Gengældelsens Ret (som Willen, van Huysmanns søn; instruktør Fritz Magnussen, 1917) - Lægen (som Dr. Geo Whistler, kemiker; instruktør Fritz Magnussen, 1917) - Lydia (som Kurt, direktør Brenges søn; instruktør Holger-Madsen, 1918) - Livets Stormagter (som Jan von Goll; instruktør Alfred Cohn, 1918) - For sit Lands Ære (instruktør August Blom, 1918) - Du skal ære - (som Poul Felix, komponist; instruktør Fritz Magnussen, 1918) - Bajadser (som Dumme Taddeo; instruktør Fritz Magnussen, 1919) | - Den Æreløse (som Schmidt, agent; instruktør Holger-Madsen, 1919) - Hævneren (som Bell, direktør for Landbrugsmaskin-Trust; instruktør Olaf Fønss, 1919) - Lykkeper (som Ond ånd, samt Asmodæus, en farende svend; instruktør Fritz Magnussen, 1920) - En Aftenscene (som Don Marcello, læge hos fyrst Cosmos; instruktør Fritz Magnussen, 1920) - Det døde Skib (som Vittorio Carrel, Franks fætter; instruktør A.W. Sandberg, 1920) - Scenens Børn (som Otto Pryor, elev ved Hofteatret; instruktør Fritz Magnussen, 1920) - Munkens Fristelser (som Grev Herbert von Platen; instruktør Fritz Magnussen, 1921) - Hans gode Genius (som Mægler Lyngs; instruktør August Blom, 1922) - Den sidste af Slægten (som Maleren Krantz; instruktør Emanuel Gregers, 1922) - Pigen fra Sydhavsøen (som Friherre Abel von Gøttingen; instruktør A.W. Sandberg, 1922) - David Copperfield (som Mr. Murdstone; instruktør A.W. Sandberg, 1922) - Republikaneren (som politidirektøren; instruktør Martinius Nielsen, 1923) - Madsalune (som Kammerjunker Harder; instruktør Emanuel Gregers, 1923) - Fra Piazza del Popolo (som D'Acorda; instruktør A.W. Sandberg, 1925) - Klovnen (som Marcel Philippe; instruktør A.W. Sandberg, 1926) - Den store Dag (som den ukendte soldat; instruktør Olaf Fønss, 1930) - Hotel Paradis (som skarpretteren; instruktør George Schnéevoigt, 1931) - Under den gamle Fane (instruktør Olaf Fønss, 1932) - 'De blaa Drenge (som Rektor Elmquist; instruktør George Schnéevoigt, 1933) - Med fuld Musik (som fakiren; instruktør Lau Lauritzen Sr., 1933) |